# St. Peter’s Anglican Church (Revelstoke)

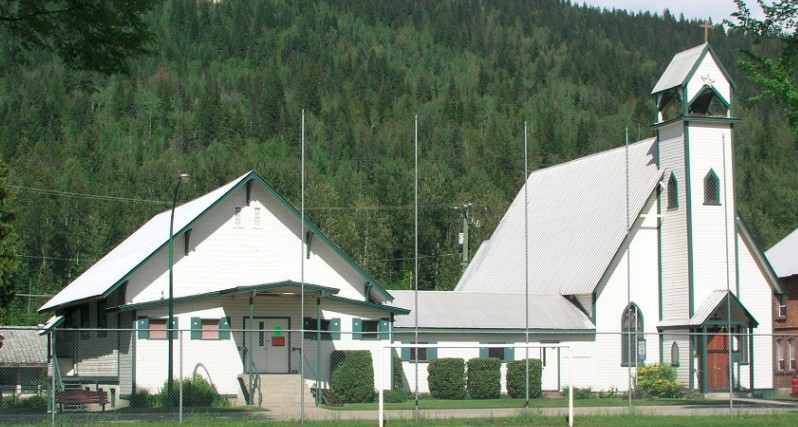
St. Peter zu Revelstoke

St. Peter’s (auch: Revelstoke's Pioneer Church; Revelstokes Pionierkirche) ist ein Kirchengebäude der Anglikanischen Kirche von Kanada in der kanadischen Stadt Revelstoke (Provinz British Columbia). Sie ist die einzige erhaltene Pionierkirche in der Stadt.

## Geschichte
Anglikanische Gottesdienste wurden in Revelstoke erstmals im April 1885 im Columbia House Hotel durch den in der Region bedeutenden Missionar Henry Irving, besser bekannt als Father Pat, gehalten. 1896 wurde mit St. Peter eine Pfarrkirche in Revelstoke errichtet. Man griff dabei das St. Peters-Patrozinium der mittelalterlichen Kirche von Revelstoke in der englischen Grafschaft Devon auf. Am 4. September 1898 erfolgte die Weihe der Kirche durch den anglikanischen Bischof. Wichtiger Unterstützer der Kirchengemeinde zu dieser Zeit war Edward Baring, 1. Baron Revelstoke.
Seit dem Jahr 1900 befindet sich eine Glocke im Kirchturm, sie trägt die Inschrift: O ye mountains and hills, Bless ye the Lord, Alleluia!. Im Jahr 1931 wurde die Gemeindehalle hinzugefügt.
Wegen des Rückgangs der Gemeindeglieder besitzt St. Peter’s seit 2010 keinen eigenen Pfarrer mehr, sondern wird jetzt von Salmon Arm mitversorgt.